# Печорцы
Печорцы (или верхнепечорцы; коми печораса, от реки Печора) — этнографическая группа коми. 
Проживают в бассейне верхнего течения реки Печора (соответственно Троицко-Печорский, Вуктыльский и Печорский районы Республики Коми). На севере (ниже города Печора) граничат с ижемцами, на юго-западе - с верхневычегодцами и на юге (выше деревни Мамыль) — с русским населением крайне Верхней Печоры. 
Верхнепечорские коми сформировались из коми переселенцев с Верхней Вычегды, впервые появившихся здесь в 1670-х годах. С XVIII века сюда стали селиться коми с Сысолы и Нижней Вычегды и ещё дальнего Прилузья с юго-запада, из Удоры с северо-запада. Позднее характерно поселение здесь русского населения из Чердыни, коми-пермяцкого и даже обско-угорского (ханты-мансийского) с юга и востока соответственно. Этим объясняется смешанный характер культуры печорцев (верхнепечорцев) и специфический печорский диалект коми-зырянского языка с примесями соседних.
Заметное распространение получило старообрядчество. В хозяйственной деятельности высока роль занятий охотой и рыболовством при слабом развитии земледелия. 